# Newportia spinipes
Newportia spinipes är en mångfotingart som beskrevs av Pocock 1896. Newportia spinipes ingår i släktet Newportia och familjen Scolopocryptopidae. Inga underarter finns listade i Catalogue of Life.